# Jan Ámos Víšek
Jan Ámos Víšek (* 1947 Pardubice) je český matematik, ekonom a vysokoškolský učitel, v letech 2003 až 2010 děkan Fakulty sociálních věd Univerzity Karlovy (FSV UK). Je mj. specialistou na statistiku a ekonometrii.
V roce 1970 se stal doktorem přírodních věd na Matematicko-fyzikální fakultě Univerzity Karlovy. Na téže fakultě se poté v roce 1974 stal kandidátem věd. V roce 1996 se habilitoval a v roce 2007 se stal profesorem. Později působil na Institutu ekonomických studií Fakulty sociálních věd Univerzity Karlovy. V letech 1998 až 2003 byl proděkanem FSV UK, než se v roce 2003 stal děkanem této fakulty. Funkci poté obhájil i v roce 2006, tentokrát již na čtyřleté funkční období. Poté působil opět jako proděkan téže fakulty. V dubnu 2019 byl jako vůbec první profesor ekonomie jmenován emeritním profesorem Univerzity Karlovy.